# مقاطعة لافاييت (ويسكونسن)
مقاطعة لافاييت (بالإنجليزية: Lafayette County, Wisconsin)‏ هي إحدى مقاطعات ولاية ويسكونسن في الولايات المتحدة. تأسست سنة 1846، وتبلغ مساحتها 635 ميل مربع (1,640 كـم2)، بلغ عدد سكانها 16836 نسمة في عام 2010 حسب إحصاء مكتب تعداد الولايات المتحدة .

## أعلام
- جيرترود ويفر
- هاري ك. مارتن

## وصلات خارجية
- الموقع الرسمي
- United States Counties